# Lothar Ruschmeier
Lothar Ruschmeier (* 5. November 1945 in Minden; † 19. August 2012 in Köln) war ein deutscher Kommunalpolitiker (SPD). Von 1990 bis 1998 war er Oberstadtdirektor der Stadt Köln. 

## Leben
Ruschmeier war in den Jahren 1975 bis 1989 Ortsvereinsvorsitzender der Troisdorfer SPD und von 1979 bis 1982 Vorsitzender der SPD-Fraktion im Rat der Stadt Troisdorf. Die Kaiser Baugruppe macht ihn für das Scheitern ihrer Verhandlungen mit der Stadt Troisdorf um die Zukunft des sogenannten Kaiserbaus mitverantwortlich.
Danach wurde er Dezernent für Soziales, Schule, Wohnungsbau, Jugend und Sport in der Stadt Köln. Außerdem bekleidete er für zwei Jahre die Stelle des Büroleiters bei dem damaligen Kölner Oberstadtdirektor Kurt Rossa. Am 27. März 1990 wählte der Rat der Stadt Köln Ruschmeier zu dessen Nachfolger. 
Als Oberstadtdirektor trug er Verantwortung für den Bau der KölnArena und den Bau der Kölner Müllverbrennungsanlage. In dem anschließenden Korruptionsverfahren zur Kölner Spendenaffäre erklärte Ruschmeier, sich an keine Einzelheiten dazu erinnern zu können.
Seine Dienstzeit als Oberstadtdirektor endete am 22. April 1998. Bereits zuvor teilte das Privatbankhaus Sal. Oppenheim am 24. März 1998 mit, Ruschmeier werde unmittelbar nach Ende seiner Dienstzeit bei der Stadt als gleichberechtigter Geschäftsführer neben Matthias Graf von Krockow und Josef Esch in die Geschäftsleitung der Oppenheim-Esch-Holding eintreten. Damit wechselte er in die Unternehmensgruppe, mit der er als Oberstadtdirektor wiederholt zu tun hatte. Diese Unternehmensgruppe war für eine Vielzahl die Stadt Köln benachteiligende und schädigende Verträge verantwortlich (Beispiele: KölnArena, KölnMesse).
Nach der Beendigung seiner politischen Laufbahn engagierte sich Ruschmeier ehrenamtlich u. a. auch als Vorsitzender der Kölner Jugendhilfe sowie als Aufsichtsrat beim 1. FC Köln.
Ruschmeier war verheiratet und Vater von zwei Söhnen.